# Cukrászdaháború
A cukrászdaháború tulajdonképpeni gúnyneve a Mexikó és Franciaország közötti 1838. november 27. és 1839. március 9. között folytatott háborúnak. A rövid, de mulatságosnak is nevezhető incidenst egy mexikói francia cukrász kirablása váltotta ki; valójában Lajos Fülöp, a hazájában is sokat gúnyolt polgárkirály a két ország közötti pénzügyi tartozások miatti viták okán indította a háborút, amelyhez más ürügyet nem tudott találni. A háborút spanyol nyelvterületen nevezik szintén cukrászdaháborúnak (Guerra de los pasteles), de Mexikóban sokkal inkább Primera Intervención Francesa en México, azaz első francia intervenció Mexikóban név alatt említik.

## Előzmények
A francia cukrász megtámadása idején, Mexikó függetlenségének kikiáltása utáni években, más latin-amerikai országokhoz hasonlóan itt is puccsok és zavargások robbantak ki. Vandál lázadók külföldi ingatlanokat támadtak meg, elrabolták a tulajdonosok személyes vagyontárgyait, vagy ingóságait. A tulajdonosok egy része francia volt, akik saját hazájuk kormányához fordultak segítségért, mert a mexikói kormánytól nem kaptak kártérítést. A francia kormány eleinte nem törődött komolyabban a panaszokkal, arra számítva, hogy az ügyek idővel elévülnek. A mexikói helyzet az évek múlásával sem csillapodott, úgy egyre több panasz érkezett Párizsba.

## A háború
Mexikóváros Tacubaya nevezetű külvárosában levő Remontel cukrászda tulajdonosa 1838-ban élt panasszal Párizsban, hogy 1828-ban mexikói katonák és tisztek fosztogattak üzletében. Lajos Fülöp nyomban előállt azzal a követeléssel, hogy tízévi kamatot is felszámítva Mexikó fizessen 600 ezer peso (akkori értéknek megfelelően 3 millió francia frank) kártérítést. Összehasonlítva egy akkori mexikói munkás napi keresete egy peso volt, így az összeg hatalmasnak bizonyult. Valójában a mexikói állam egy ideje nem törlesztette a franciáktól felvett milliós hiteleket, ezért lépett fel a király ennek ürügyén követeléssel. Antoine Louis de Deffaudis báró az ország elnökének, Antonio López de Santa Anna tábornoknak adott ultimátumban követelte a kártérítés megfizetését, ellenkező esetben fegyverrel lépnek fel. Ezt Santa Anna és Anastasio Bustamante elnök is visszautasította természetesen, mire Lajos Fülöp parancsot adott Charles Baduin ellentengernagynak, hogy tartsa blokád alatt a Yucatán partjaitól, a Rio Grande torkolatáig az összes kikötőt, vegye tűz alá a San Juan de Ulúa erődöt, illetve Veracruz kikötőjét.
A francia flotta nem volt túlzottan kész az expedícióra, a legénység létszáma kicsi volt és sokan sárgalázban szenvedtek. Szárazföldi alakulatnak is csak egy századot rendeltek ki, így a katonaság összlétszáma a legénységgel együtt 3000 ember volt, a mexikóiak a háború alatt 3239 katonát és tengerészt tartottak fegyverben.
Baduin rövid idő alatt elfoglalta Veracruzt, San Juan de Ulúa mellett győzelmet aratott (november 27.) és az egész mexikói flottát elfogta az öbölben. A franciák gyors sikere Mexikó kereskedelmét megbénította, amely annyira súlyosan érintette az ország gazdaságát, hogy Corpus Christi csomóponttal csempészet indult az áruhiány pótlására. A Texasi Köztársaság amely nemrég szakadt el Mexikótól, megerősítette határait a csempészkereskedelem miatt, egyes vélemények szerint így részt vett a franciák oldalán a Mexikó elleni háborúban. A francia blokád megerősítésére az amerikaiak elküldték a USRC Woodbury vámszolgálati vitorlást. Egyedül csak Nagy-Britannia állt ki Mexikó mellett és diplomáciai tárgyalásokkal kötelezték a franciákat, hogy a texasi határt nem lépik át és a francia hadsereg nem fogja Texast megszállni.

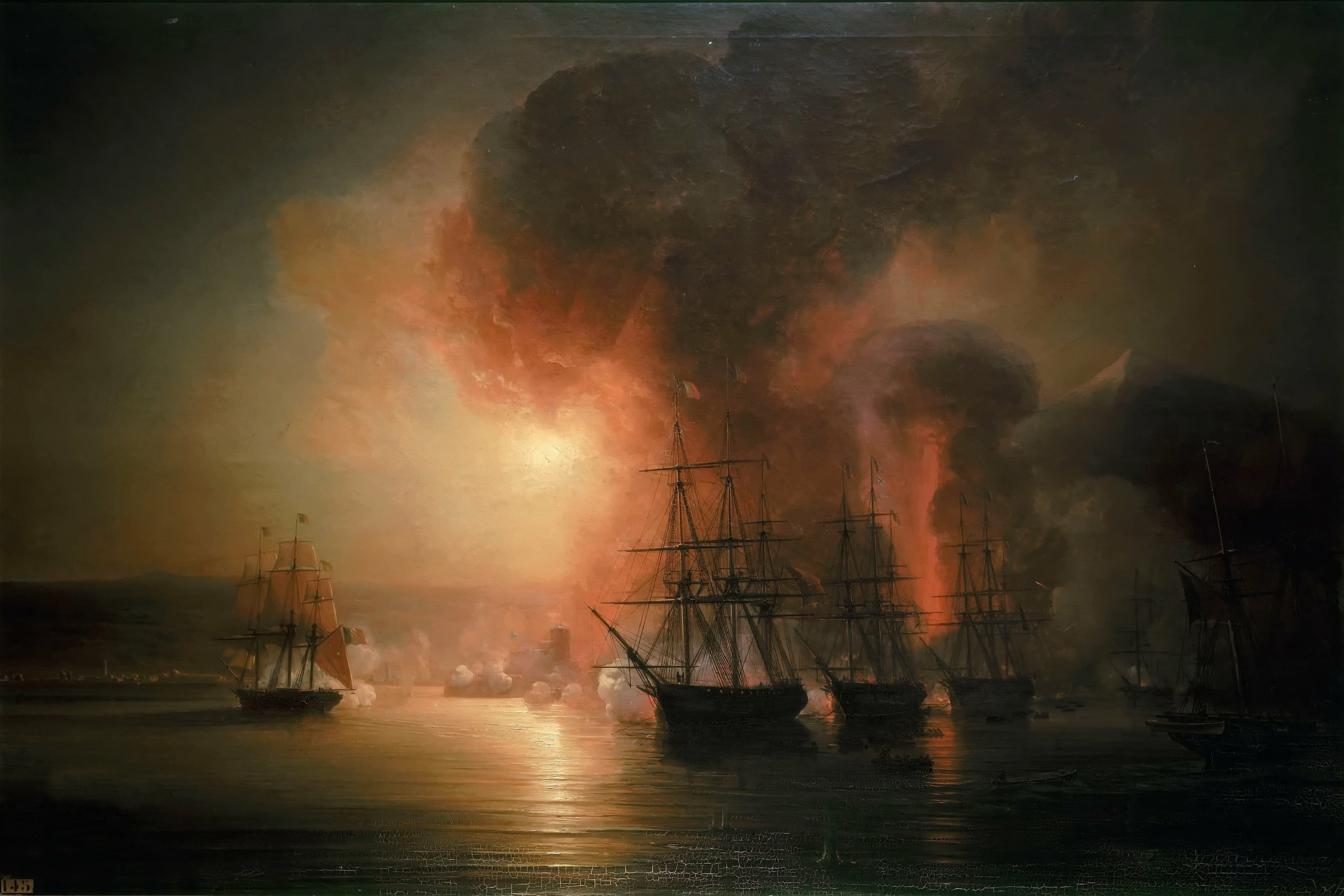
A San Juan de Ulúa erőd francia bevétele

A francia expedíciós sereg a blokáddal egy időben mexikói területre lépett, Santa Anna pedig kiadta a parancsot az ország lakosságához, hogy minden eszközzel harcoljon az ország függetlenségére törő francia hódítók ellen. A tábornok serege Xalapa mellett vette fel a harcot a Luis G. Cuevas vezette franciákkal. Santa Anna a hátvéd irányítása közben sebesült meg a lábán, amit amputálni is kellett, míg a franciák minimális veszteséggel legyőzték a mexikóiakat.
A vereség súlyosságát mutatja, hogy Santa Anna ellen kis híján forradalom tört ki, de a tábornok kihasználva harctéri sebesülését, nagyszerű retorikával visszaállította tekintélyét, így megmaradhatott hatalmában.

## A háború vége

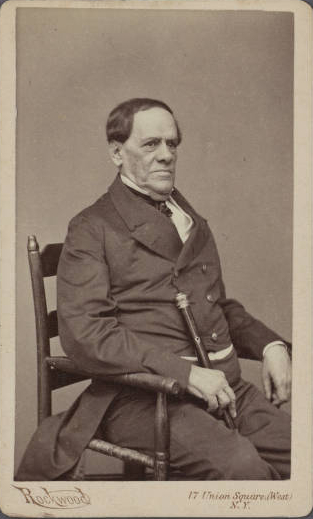
Santa Anna tábornok 1870-ben. Ekkoriban már csak műlábbal mozgott

A francia győzelmet követően angol közreműködéssel Bustamente belement a 600 ezer peso megfizetésébe. További 200 ezer pesót kompenzáció gyanánt fizettek, így összesen 800 ezer pesót kellett Mexikónak megtéríteni 30 napon belül. Ennek teljesítése után 1839 tavaszára a franciák elhagyták Mexikót. A külpolitikai kudarc Texas elszakadása után újabb békétlenséget eredményezett Mexikóban, újabb csapást pedig csak a mexikói–amerikai háború jelentett, amikor további három északi államot vesztett el Mexikó. A következő években polgárháború kaszált végig az országon. Benito Juárez elnök a rendezés céljából egy időre felmondta a külföldi hitelek fizetését, erre Franciaország újból támadásba lendült, csatlakoztatva néhány másik államot.
A mexikói háború a győzelem ellenére népszerűtlen maradt a franciák körében a költségek és a katonák szenvedései miatt, ezért el is nevezték Guerre de la pâtisserie-nek, azaz „cukrászdaháborúnak”. Mexikóvárosi a hajdan kirabolt cukrászda helyén ma étterem áll.